# 命中注定我愛你 (泰國電視劇)
《命中注定我愛你》（羅馬化：Tur Keu Prom Likit）是一部由泰國The One Enterprise製作的愛情連續劇。該劇翻拍至2008年的台灣三立電視的同名連續劇《命中注定我愛你》。由素格力·威塞哥（Bie）、艾絲特·蘇普莉拉（Esther）、珀拉潘·斯克里卡德查（Tre）及藍藍琳·德加莎·維（Cheribelle）領銜主演。2017年9月4日至2017年11月27日於泰國One 31頻道及中國騰訊視頻同步播出。

## 劇情簡介
Pawut（素格力·威塞哥 飾）是一家大型日用品公司的繼承人，Wanida（艾絲特·蘇普莉拉 飾）是一家律師事務所的職員。某天他們乘坐同一艘遊輪，Pawut計劃向他的女朋友Kaekaikun（藍藍琳·德加莎·維 飾）求婚，而Wanida則計劃與男友度過一個浪漫的夜晚。然而，Wanida因為服用了感冒藥，導致她昏昏欲睡，無意間進入了Pawut的房間，Pawut則因被下藥而慾火焚身，兩人誤把對方當作自己伴侶，一起度過了一夜。三個月後，Wanida發現自己竟然懷孕了......

## 演員陣容
註：括號內的演員姓名為小名。

### 主要演員
- 素格力·威塞哥（Bie） 飾演 Pawut Charoenpreechapanich（Wut）
- 艾絲特·蘇普莉拉（Esther） 飾演 Wanida Prachabdi（Ni）
- 珀拉潘·斯克里卡德查（Tre） 飾演 Taya Rogers
- 藍藍琳·德加莎·維（Cheribelle） 飾演 Kaekaikun（Kae）

### 配角
- 杜婉達·董卡瑪尼（Tuk） 飾演 Patchanee Charoenpreechapanich

Pawut的奶奶
- 拉克勞·阿姆拉蒂沙（Tongneng） 飾演 Bangorn

Wanida的母親
- 瓦塔納·庫桑提普（Gift） 飾演 Aphichart

Pawut的秘書
- 瑪鬱琳·彭普潘（Kik） 飾演 Darika

Pawut的繼母
- 瓦拉吾·波音（Tam） 飾演 Sompong

Wanida的姊夫，Ampha的丈夫
- 納塔克利·卡斯皮班（Tuk） 飾演 Suphakorn（Korn）

Pawut同父異母的弟弟
- 提·達卡撒道（Tee） 飾演 Sano

Sompong的父親
- 斯棠·潘普（Pai） 飾演 Ampai Prachabdi（Pai）

Wanida的大姊
- 帕莎功·彭拉本（Fern） 飾演 Ampha Prachabdi（Pha）

Wanida的二姊，Sompong的妻子

## 劇集迴響

### 泰國電視收視
- 收視最低的集數以藍色表示，收視最高的集數以紅色表示，而空格則表示該集的收視沒有相關數據。

| 集數 No.   | 播放日期       | 播放時段 (UTC+07:00) | 平均收視率 | 來源 |
| ---------- | -------------- | -------------------- | ---------- | ---- |
| 1          | 2017年9月4日   | 星期一 20:30         | 1.20       |      |
| 2          | 2017年9月5日   | 星期二 20:30         | 1.50       |      |
| 3          | 2017年9月11日  | 星期一 20:30         | 1.50       |      |
| 4          | 2017年9月12日  | 星期二 20:30         | 2.10       |      |
| 5          | 2017年9月18日  | 星期一 20:30         | 2.10       |      |
| 6          | 2017年9月19日  | 星期二 20:30         | 2.40       |      |
| 7          | 2017年9月25日  | 星期一 20:30         | 2.60       |      |
| 8          | 2017年9月26日  | 星期二 20:30         | 2.50       |      |
| 9          | 2017年10月30日 | 星期一 20:30         | 3.10       |      |
| 10         | 2017年10月31日 | 星期二 20:30         | 3.65       |      |
| 11         | 2017年11月6日  | 星期一 20:30         | 4.03       |      |
| 12         | 2017年11月7日  | 星期二 20:30         | 3.80       |      |
| 13         | 2017年11月13日 | 星期一 20:30         | 3.90       |      |
| 14         | 2017年11月14日 | 星期二 20:30         | 4.40       |      |
| 15         | 2017年11月20日 | 星期一 20:30         | 3.80       |      |
| 16         | 2017年11月21日 | 星期二 20:30         | 4.00       |      |
| 17         | 2017年11月27日 | 星期一 20:30         | 4.40       |      |
| 平均收視率 | 平均收視率     | 平均收視率           | 3.00       | 1    |

^1  基於每集的平均觀眾份額。